# 페인트 툴 SAI

SAI(사이) 또는 이지 페인트 툴 SAI(ペイントツールSAI, 영어: Easy Paint Tool SAI)는 SYSTEMAX 소프트웨어가 개발하고 출시한 마이크로소프트 윈도우용 가벼운 래스터 그래픽스 편집기이자 도색 소프트웨어이다. 소프트웨어 개발은 2004년 8월 2일 시작하여, 첫 알파 버전이 2006년 10월 13일에 출시되었다. SAI의 공식 버전 (1.0.0)은 2008년 2월 25일에 출시되었으며 얼마 지나지 않아 업데이트 프리뷰가 출시되었다. 2008년에 1.1.0 버전이 출시되고 한동안 업데이트가 없다가 2011년에 1.2.0 알파 버전이 출시되었다. 2012년부터 2013년까지 베타 버전이 출시되었으며 2014년 1.2.0 공식 버전이 출시되었다.
이 응용 프로그램은 공식적으로 일본어와 영어 번역을 제공한다. 이 소프트웨어에 대한 개인이 만든 비공식 번역도 존재한다. 개발자 웹사이트를 통해 직접 구매할 수 있으며 일본의 사용자들을 위한 비트캐시, 텔레컴크레딧 청구와 더불어 페이팔을 통해서나 개발자 웹사이트를 통해 직접 구매가 가능하다.

## 같이 보기
- 클립 스튜디오 페인트